# Kotula
Kotula (Cotula coronopifolia) är en ett till tvåårig korgblommig ört som härstammar från Sydafrika och Namibia och som introducerats framför allt i temperade delar av världen. I Europa finns uppgifter om dess förekomst från 1700-talet och i Sverige från 1853. Den bedöms vara en potentiellt invasiv art.

## Utbredning
Kotula kommer ursprungligen från Sydafrika och Namibia och har via främst sjötransportsystemen spritts till samtliga världsdelars subtropiska och tempererade kustområden. Uppgifter om fynd från inre delarna av kontinenterna är osäkra eller saknas.
I Sverige finns första dokumenterade fyndet från barlast som lämpats utanför Uddevalla 1853, men det är först på 2000-talet som den rapporterats mer fortlöpande från kusterna mellan Göteborg och Sörmland och med enstaka fynd så långt norrut som till Medelpad. Särskilt frekvent har fynd gjorts på Öland och i Kalmar-Blekinge med ibland täta bestånd. Växten misstänks ha potential för ytterligare omfattande spridning och klassas som en potentiellt så kallad invasiv art.

## Karaktäristika
Kotula är en 10-25 centimeter hög växt med lätt aromatisk doft, som blommar under juli-augusti på öppen, fuktig, lerig och gärna med lätt till måttligt salthaltig mark som i strandängssänkor, sanka stränder och våta ruderatmarker där den kan bilda stora täta mattor. Den anges vara frostkänslig, men iakttagelser på Öland talar för att den tål åtminstone lättare frostknäppar, vilket även de senaste decenniernas kraftigt vidgade utbredning norrut vid Östersjön talar för.
Stjälken är kal men grenig och upprätt eller liggande, men inte krypande. Bladen omfattar stjälken och är lansettlika, flikiga och ofta djupt tandade.
Den cirka 10 millimeter breda konvexa till närmast halvklotformiga blomkorgen sitter på ett eget skaft och har fyrflikiga ljusgula diskblommor. Holkfjällen är rundade och i två rader och ofta med violett färgton.

## Förökning
Kotula förökar sig och sprids i första hand via riklig fröbildning, men enligt undersökningar på Öland sker spridning också vegitativt med växtdelar som slitits loss och flyter omkring i vattnet.